# Wamesit Canal-Whipple Mill Industrial Complex
O Wamesit Canal-Whipple Mill Industrial Complex é um moinho e canal histórico na 576 Lawrence Street em Lowell, Massachusetts. Esta área industrial de Lowell, localizada no rio Concord, passou por uma grande expansão a partir de uma moenda mais modesta em meados do século XIX por Oliver Whipple, um fabricante de pólvora.

## Moinho de pólvora
Oliver Whipple era neto do oficial da Guerra da Independência Americana, James Whipple, de Grafton, Massachusetts. Whipple nasceu em Weathersfield, Vermont, em 1794; e em 1815 ele seguiu o rio Connecticut abaixo para aprender sobre a fabricação de pólvora na fábrica Laflin em Southwick, Massachusetts. Enquanto os irmãos Laflin transferiam suas operações de fabricação de pólvora para outro lugar, Whipple mudou-se para o leste em 1818 para gerenciar uma fábrica de pólvora construída por Moses Hale em River Meadow Brook em East Chelmsford a montante de sua confluência com o rio Concord. River Meadow Brook ficou conhecido como Hale's Brook. Whipple se tornou parceiro de Hale após se casar com a filha de Hale em 1820. Whipple empreendeu a construção de um canal ao longo do rio Concord para fornecer energia para uma série de moinhos que ele ergueu na área, consultando o engenheiro Loammi Baldwin Jr. sobre o assunto. A Whipple fabricou a "Boston Gunpowder" no moinho melhorado até 1855; embora ele tenha começado a mover as operações de fabricação de pólvora para um local mais remoto no "Cumberland and Oxford Canal" do Maine em 1833 para minimizar os riscos de explosões acidentais e estar mais perto do fornecimento de carvão.

## Preservação
A área foi desenvolvida na segunda metade do século XIX pela "Wamesit Power Company" de Benjamin Butler, que adquiriu a maioria das propriedades e direitos de água de Whipple. Porções da fábrica de pólvora de Whipple construída na década de 1820 estão entre as estruturas industriais mais antigas da cidade.
O complexo foi listado no Registro Nacional de Locais Históricos em 1982.